# Columbia Palace
Le Columbia Palace är en dubbelskyskrapa som ligger på 11 Avenue Princesse Grace i distriktet Larvotto i Monaco. Den är den femte högsta byggnaden inom furstendömet med 105 meter och 34 våningar.
Skyskrapan uppfördes 1985 och ägs av Centre Immobilier Pastor.
Makedonien har sitt generalkonsulat i byggnaden.